# 巴尔韦德-德阿尔卡拉
巴尔韦德-德阿尔卡拉，是西班牙马德里自治区的一个市镇，距离马德里42公里。总面积14平方公里，总人口465人人,口密度33人/平方公里。